# Sierra Morena (cim)
La Sierra Morena és una muntanya de 3.093 m d'altitud, amb una prominència de 62 m, que es troba al massís de la Múnia, entre la província d'Osca (Aragó) i el departament dels Alts Pirineus (França).